# Henry Shrapnel

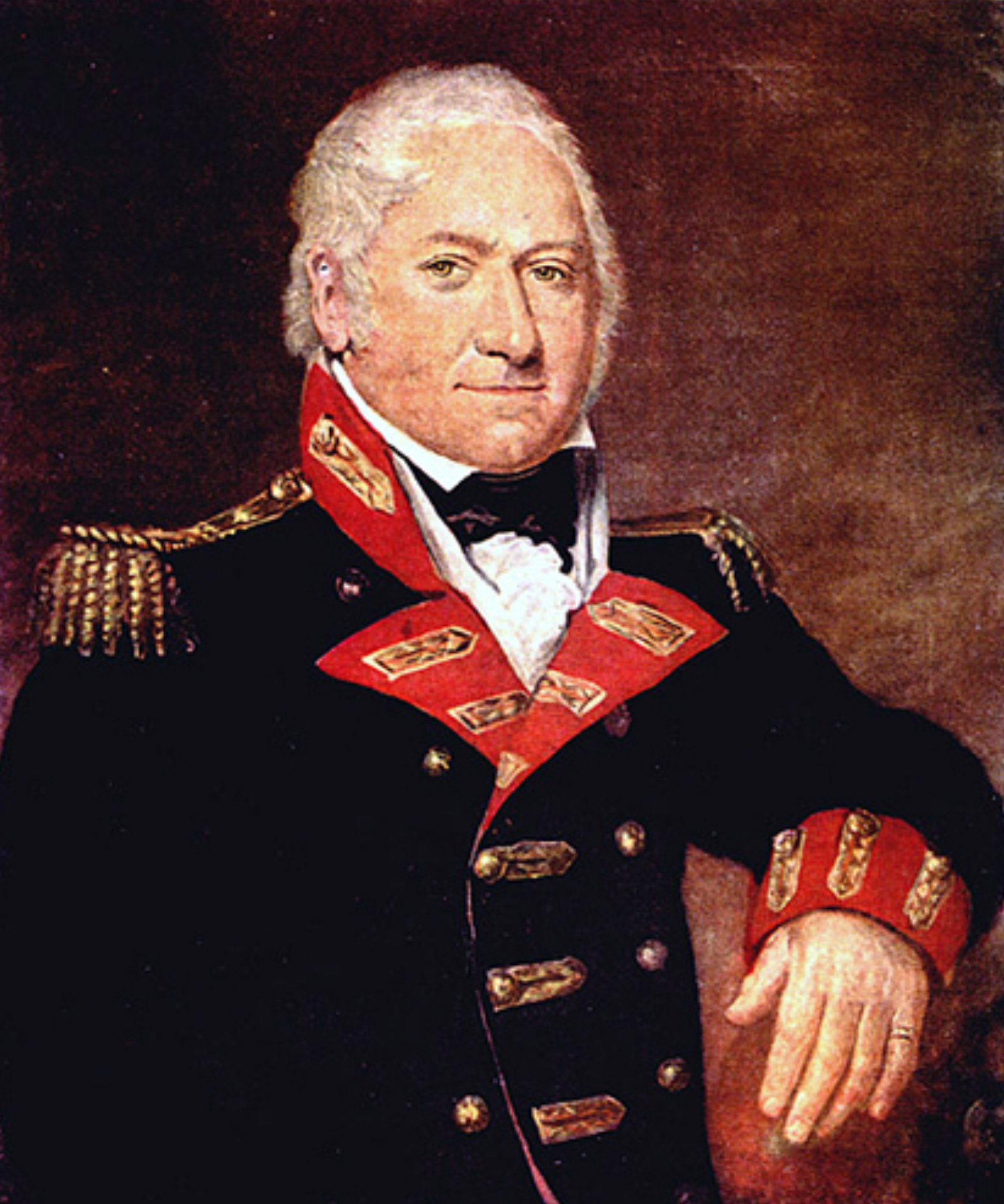
Henry Shrapnel

Henry Shrapnel (ur. 3 czerwca 1761, zm. 13 marca 1842) – oficer armii brytyjskiej i wynalazca, znany przede wszystkim jako wynalazca amunicji typu „szrapnel”.
Za zasługi dla armii brytyjskiej w 1814 otrzymał dożywotnią pensję w wysokości 1200 funtów.